# El Cerro de Andévalo
El Cerro de Andévalo ist ein spanischer Ort in der Provinz Huelva in Andalusien. 2024 hatte die Gemeinde 2.260 Einwohner.
Im Ort befinden sich fünf Werke des Künstlers Antonio León Ortega.